# 정신권

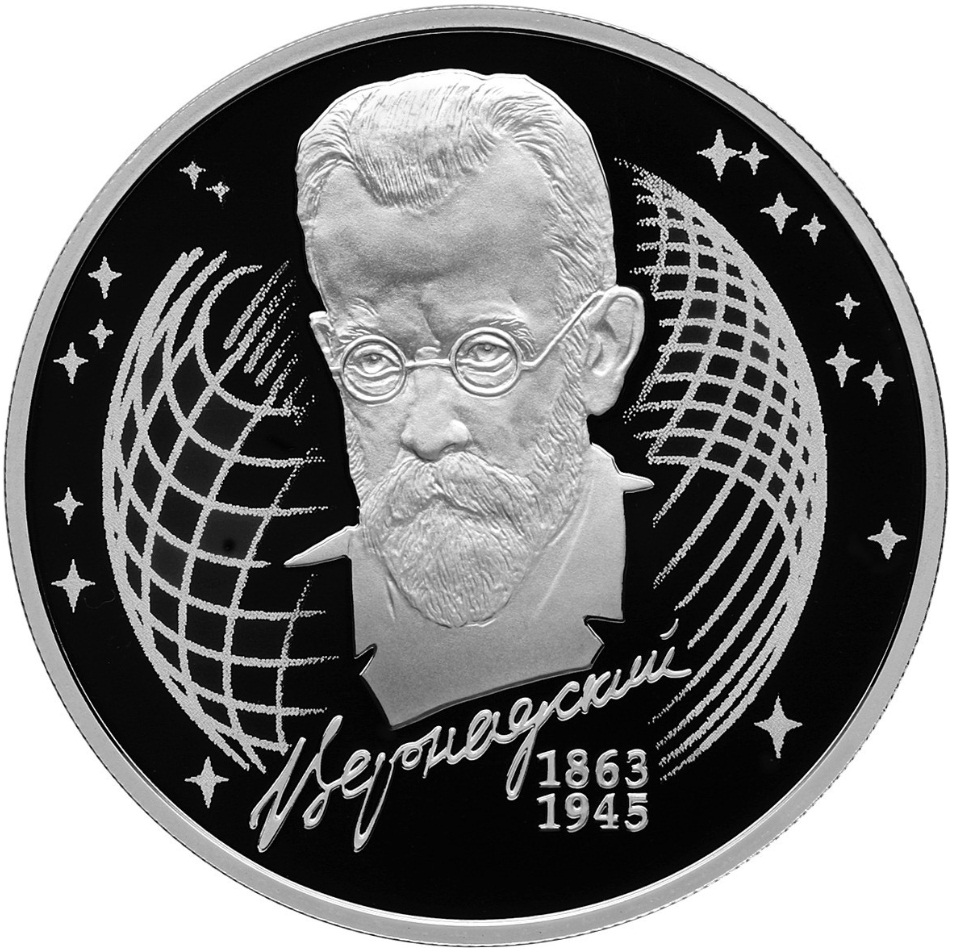

정신권 (精神圈, noosphere)은 블라디미르 베르나츠키와 테야르 드 샤르댕이 넓힌 "인간의 생각 권역"을 나타내는 말이다. 그리스어의 νοῦς (nous 누스, 정신·사고)와 σφαῖρα (sphaira, sphere, 공·공간)를 합쳐 만들어진 혼성어이다. 최근에 이르러 인터넷에서 "지식 통합"의 비유로 사용되는 경우가 많다.
인류는 생물 진화 단계인 생물권을 넘어 정신권 단계로 진화한다는, 기독교와 과학적 진화론을 절충한 이론이었다. 물론 오늘날에는 그 이론은 과학적으로는 부정되고 검증조차 되지 않았다.
다만, 최근 인터넷 이용이 보급되어 다양한 정보가 웹이라는 형태로 집적되기 시작하며 "이 집적된 정보가 지적 진화를 이루지 않을까"라는 예측이나 희망을 표현한 비유로 사용되기 시작했다.
오픈 소스의 활동가인 에릭 레이먼드는 "정신권 개간" ("Homesteading the Noosphere")이라는 저작을 출판하고 있다.
소설 로그 호라이즌의 작중에서는 제목과 동명의 MMORPG의 확장팩의 이름으로 등장한다.

## 같이 보기
- 블라디미르 베르나츠키
- 기술적 특이점
- 집단 지성
- 블로그